# Richard D. Lawrence

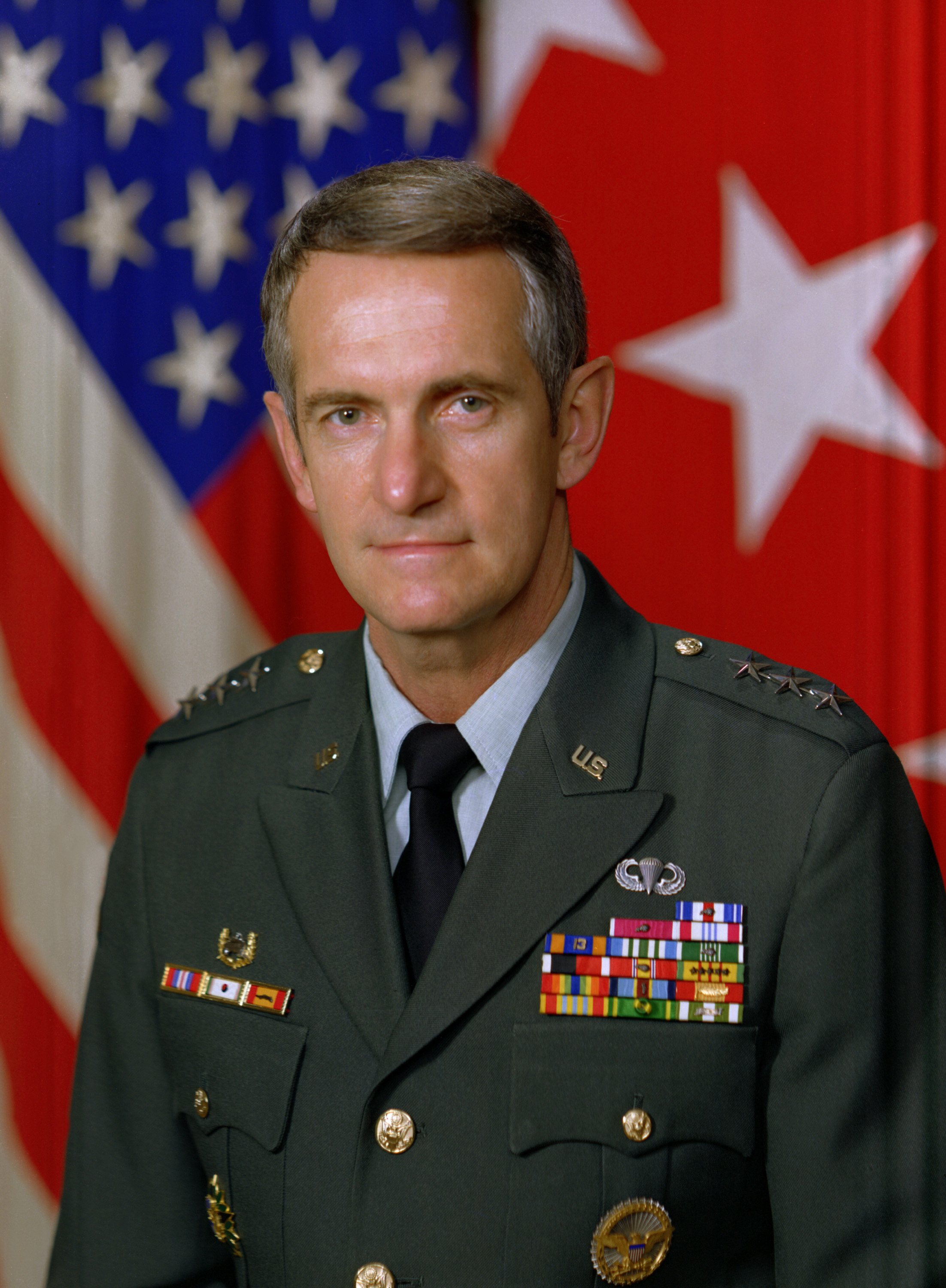
Richard D. Lawrence (1983)

Richard Day Lawrence (* 31. Juli 1930 in Eastland, Eastland County, Texas; † 9. Dezember 2016) war ein Generalleutnant der United States Army. Er war unter anderem Kommandeur der 1. US-Kavalleriedivision.
Richard Lawrence besuchte zunächst die San Jacinto High School in Houston. In den Jahren 1949 bis 1953 durchlief er die United States Military Academy in West Point. Nach seiner Graduation wurde er als Leutnant in das Offizierskorps des Heeres aufgenommen. In der Armee durchlief er anschließend alle Offiziersränge vom Leutnant bis zum Drei-Sterne-General.
Im Lauf seiner militärischen Karriere absolvierte Lawrence verschiedene Kurse und Schulungen. Dazu gehörten unter anderem die Armor Advanced School in Fort Knox, das Command and General Staff College in Fort Leavenworth und das United States Army War College. Außerdem erhielt er akademische Grade von der Ohio State University und der University of Southern California.
In seinen jüngeren Jahren absolvierte er den für Offiziere in den niederen Rangstufen üblichen Dienst in verschiedenen Einheiten und Standorten in den Vereinigten Staaten. Dazu gehörten auch Aufgaben als Stabsoffizier in verschiedenen Hauptquartieren. In den Jahren 1968 und 1969 war er im Vietnamkrieg eingesetzt, wo er eine Schwadron des 1. Kavallerieregiments kommandierte. Für seine damaligen Leistungen wurde er zwei Mal mit dem Orden Silver Star ausgezeichnet.
Später folgten einige Aufgaben als Generalstabsoffizier. Unter anderem gehörte er einem Team an, das den Panzer M1 Abrams weiterentwickelte. Es folgte eine Versetzung nach Fort Hood in Texas, wo er die 1. Brigade der 1. Kavalleriedivision kommandierte. Daran schloss sich ein Aufenthalt in Saudi-Arabien an, wo er an der Modernisierung der dortigen Nationalgarde beteiligt war. Nach seiner Rückkehr in die Vereinigten Staaten wurde Richard Lawrence Stabsoffizier im Heeresministerium. Dort leitete er die Abteilung, die für Panzerangelegenheiten zuständig war (Army Tank Management Office).
Aufgrund seiner in Saudi-Arabien erworbenen Kenntnisse über den Nahen Osten galt Lawrence als politischer Experte auf diesem Gebiet. Daher wurde er von Präsident Jimmy Carter als Berater für die Gespräche über ein Nahost-Friedenabkommen hinzugezogen. Die Verhandlungen endeten im September 1978 mit dem Camp-David-Abkommen. Danach wurde Lawrence mit der Entwicklung militärischer Pläne für den Fernen Osten im Falle eines größeren militärischen Konflikts in dieser Region beauftragt. Lawrence schlug eine Umstrukturierung der amerikanischen Streitkräfte vor, die später zur Gründung des Unified Combatant Commands beitrug. Für den Mittleren und Fernen Osten entstand später daraus das United States Central Command.
Zwischen November 1980 und Juli 1982 hatte Richard Lawrence als Nachfolger von Paul S. Williams das Kommando über die 1. Kavalleriedivision. In dieser Zeit wurde der Panzer M1 offiziell in Dienst gestellt. Nachdem er sein Kommando im Juli 1982 an Andrew P. Chambers übergeben hatte, wurde Lawrence zum Leiter des United States Army War Colleges berufen. Diesen Posten hatte er zwischen dem 2. August 1982 und dem 22. September 1983 inne. Anschließend war er bis 1986 Präsident der National Defense University. Anschließend schied er aus dem aktiven Militärdienst aus.
Nach seiner Pensionierung zog Lawrence nach Austin in Texas. Dort war er für einige Jahre Professor an der University of Texas. Er forschte an der Weiterentwicklung der elektromagnetischen Railgun, einer Waffe, die Stahlgeschosse mittels eines stromführenden Schlittens entlang zweier parallel laufender Schienen (Rails) beschleunigt. Privat befasste er sich in seinem Ruhestand auch mit der Bildhauerei. Er starb am 9. Dezember 2016 und wurde auf dem Rose Lawn Cemetery in Tyler in Texas beigesetzt.

## Orden und Auszeichnungen
Richard Lawrence erhielt im Lauf seiner militärischen Laufbahn unter anderem folgende Auszeichnungen:
- Defense Distinguished Service Medal
- Army Distinguished Service Medal
- Silver Star
- Legion of Merit
- Defense Meritorious Service Medal
- Air Medal